# Universidad Nacional de San Luis
La Universidad Nacional de San Luis (UNSL) es una universidad pública argentina; fundada por la ley n.º 20 365 del 10 de mayo de 1973, como parte del plan Taquini, el programa de reorganización de la educación superior que llevaría a la fundación de las universidades de Jujuy, La Pampa, Lomas de Zamora, Entre Ríos, Luján, Misiones, Salta, San Juan, Catamarca y Santiago del Estero, forma hoy a unos 16.000 alumnos en 91 carreras que provienen de 8 facultades, además de 55 programas de postgrado. De ella depende además el Museo de Historia Natural de San Luis y cuenta con dos emisoras radiales: LRJ 407 Radio Universidad (FM 97.9 MHz) que transmite por Internet en formato mp3, y LRJ 407 Radio Universidad Villa Mercedes (FM 97.5 MHz) que también transmite por Internet en formato mp3
Se organizó a partir de la división de la Universidad Nacional de Cuyo, sobre las dependencias que esta última tenía en la provincia de San Luis.

## Historia
La Universidad Nacional de San Luis fue creada por ley n.º 20 365 del 10 de mayo de 1973 del presidente de facto, teniente general Alejandro Agustín Lanusse. A la nueva universidad nacional con sede en la ciudad de San Luis (departamento Capital, provincia de San Luis) se le transfirieron la Facultad de Físico-Químico-Matemáticas, la Facultad de Pegagogía y Psicología y la Escuela Normal «Juan Pascual Pringles»; todos provenientes de la Universidad Nacional de Cuyo (con sede en Mendoza).

## Composición

### Facultades
La Universidad Nacional de San Luis está constituida por ocho facultades:
- Facultad de Ciencias Económicas, Jurídicas y Sociales
- Facultad de Ciencias Físico Matemáticas y Naturales
- Facultad de Ciencias Humanas
- Facultad de Ciencias de la Salud
- Facultad de Ingeniería y Ciencias Agropecuarias
- Facultad de Psicología
- Facultad de Química, Bioquímica y Farmacia
- Facultad de Turismo y Urbanismo

### Carreras
La universidad nacional tiene las siguientes carreras:
- Abogacía
- Administración
- Analista Químico
- Bromatología
- Biología Molecular
- Bioquímica
- Biotecnología
- Ciencias Biológicas
- Ciencias y Tecnología de los Alimentos
- Ciencias de la Educación
- Comunicación Social
- Educación Inicial
- Ciencias de la Computación
- Ciencias Geológicas
- Ciencias Matemáticas
- Contador Público Nacional
- Enfermería
- Farmacia
- Física
- Fonoaudiología
- Hotelería
- Ingeniería en Alimentos
- Ingeniería Electrónica con Orientación en Sistemas Digitales
- Ingeniería en Computación
- Ingeniería en Informática
- Ingeniería en Minas
- Ingeniería Agronómica
- Ingeniería Electromecánica
- Ingeniería Electrónica
- Ingeniería en Alimentos
- Ingeniería Industrial
- Ingeniería Mecatrónica
- Ingeniería Química
- Kinesiología y Fisiatría
- Matemática Aplicada
- Nutrición
- Procurador
- Química
- Psicología
- Psicomotricista
- Psicomotricidad
- Periodismo
- Producción de Radio y Televisión
- Trabajo Social
- Turismo